# Dècada Infame

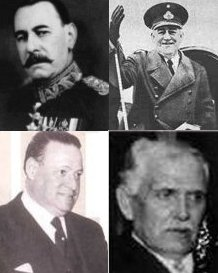
Els quatre mandataris del període: Uriburu (1930-1932), Justo (1932-1938), Ortiz (1938-1940) i Castillo (1940-1943)

Es coneix com la Dècada Infame al període de la història de l'Argentina que comença el 6 de setembre de 1930 amb el cop d'Estat cívic-militar que va derrocar el president Hipólito Yrigoyen i finalitza el 4 de juny de 1943 amb el cop d'Estat militar que va derrocar al president Ramón Castillo. Aquest període es va caracteritzar pel frau electoral, la persecució de l'oposició (principalment contra la UCR) i la corrupció generalitzada del Govern, en el context de la violència electoral.
El nom li va ser donat pel periodista nacionalista José Luis Torres, en tant que també va ser anomenada com «restauració neoconservadora», període de «restauració política» o «restauració conservadora», «república conservadora» i alguns historiadors titulen els seus llibres sobre el període com «La República impossible» (1930-1945) o «Crisi econòmica, avanç de l'Estat i incertesa política (1930-1943)».
En aquesta conjuntura, Argentina va negociar el pacte Roca-Runciman amb el Regne Unit, que va garantir les exportacions de carn a canvi d'importants concessions econòmiques de part de l'Argentina, entre les quals es va destacar la concessió de tots els mitjans de transport públic de la ciutat de Buenos Aires a una empresa mixta anomenada Corporación de Transportes de la ciutat de Buenos Aires (CTBA). D'altra banda, l'aïllacionisme comercial de les grans potències va contribuir finalment a iniciar el desenvolupament industrial per mitjà de la substitució d'importacions. La política econòmica es va tornar estatista i es va crear el Banc Central de la República Argentina, al costat de gran quantitat d'organismes estatals reguladors (Junta Nacional de Grans, Junta Nacional de Carns, etc.) i empreses públiques (Fabricacions Militars, Alts Forns Zapla, etc.). El desenvolupament del sector industrial fa que el 1943 superi al sector agropecuari per primera vegada en la història argentina.
Durant aquest període també va començar la migració massiva del camp a la ciutat i de les províncies del nord cap a Buenos Aires. L'impacte de la Gran Crisi econòmica va obligar molts agricultors i altres treballadors del camp a traslladar-se als afores de les ciutats més grans, la qual cosa va provocar la creació de les primeres villas miseria (barraquisme). Així, la població de l'Argentina a la zona de Buenos Aires va passar d'1,5 milions d'habitants el 1914 a 3,5 milions el 1935. Mancats d'experiència política, en contrast amb la immigració europea que portava idees socialistes i anarquistes, aquests nous ciutadans proporcionarien la base social, en la pròxima dècada, per al peronisme.
Els pobres resultats econòmics de la política i el descontentament popular van donar lloc a un altre cop d'Estat, el 1943 (la «Revolució del 43»), pel Grup d'Oficials Units (GOU) (la facció nacionalista de les Forces Armades Argentines), contra el president en funcions Ramón Castillo, amb la qual cosa es posava fi a la Dècada Infame.

## Antecedents
L'Argentina, nascuda el 1810, va travessar els seus primers 70 anys de vida sumida en contínues guerres civils, a través de les quals es van forjar les bases de l'Argentina moderna:
- una organització política federal;
- un sistema econòmic basat en l'exportació de matèries primeres (primerament llana i després carn i grans) i la importació de productes manufacturats;[8]
- un sistema de serveis públics i comerç amb capitals europeus, principalment britànics;[9]
- un model cultural en què coexistien una Església Catòlica influent i un laïcisme recolzat en la influència europea, especialment francesa.

El sistema polític es va cristal·litzar a partir de 1880 en un règim conservador, que va presenciar un accelerat creixement econòmic i va promoure queixes per l'escàs desenvolupament de les llibertats polítiques.
El sistema conservador va entrar en una sèrie de crisis successives a principis del segle xx, que van desembocar en la sanció de la reforma electoral, que permetia la participació de les majories. Contra el que els seus promotors esperaven, la reforma va portar al govern a la Unió Cívica Radical (UCR), sota el lideratge del president Hipólito Yrigoyen; aquest va tirar endavant algunes reformes econòmiques i socials, que de totes maneres no qüestionaven el model agroexportador. El sector conservador i diversos grups dins del mateix Partit Radical es van oposar a aquestes reformes, frenant moltes d'elles en el Congrés de la Nació Argentina, on el radicalisme mai va tenir majoria.
El successor de Yrigoyen va ser Marcelo Torcuato de Alvear, que es va apartar de la conducció yrigoyenista i es va recolzar en el vessant «antipersonalista» de la UCR; el seu govern va portar endavant diverses obres públiques i es va veure afavorit per la bonança econòmica mundial. El 1928 va ser novament elegit president Yrigoyen, que es va envoltar de grups joves i reformistes, que esperaven portar endavant una política molt més audaç en l'econòmic i social. La Gran Depressió i la ferotge oposició tant dels conservadors com dels antipersonalistes van frustrar aquests intents.
A finals de la dècada van aparèixer diversos periòdics d'inspiració feixista, encara que més lligats ideològicament a la dictadura de Primo de Rivera a Espanya que a la Itàlia feixista. Grups de xoc organitzats per empresaris, com ara la Lliga Patriòtica, van actuar durant la dècada del 1920, principalment com a força de xoc contra els sindicats. Diversos alts oficials van organitzar Lògies militars, al principi per sostreure a la politització a què els sotmetia el radicalisme, però posteriorment per organitzar la seva pròpia agenda política.
La crisi econòmica va portar, a principis de 1930, a una convergència entre l'oposició, gran part de l'Exèrcit i els grups d'extrema dreta a la intenció d'enderrocar a Yrigoyen. El president, visiblement envellit, pretenia controlar cada detall de l'administració, però no controlava tan sols les decisions polítiques més generals. La premsa (especialment els diaris La Prensa i Crítica) donava suport qualsevol iniciativa en contra del govern, i es feia ressò de les versions més absurdes per desgastar; per la seva banda, els nacionalistes tenien cada vegada més difusió a través de diaris com Fronda i La Nueva República.
Al mes d'agost de 1930, l'opinió pública ja sabia que s'estava gestant un cop d'estat; Yrigoyen rebutjava aquesta possibilitat, però fins i tot estava clar qui eren els caps: els generals José Félix Uriburu (Inspector General de l'Exèrcit que havia estat desplaçat pel president) i Agustín Pedro Justo (exministre de Guerra de la Nació). Fora d'aquests dos, el colpisme comptava amb la promesa de suport d'oficials de baix rang i uns pocs coronels. Davant el desordre imperant dels oficials colpistes, Justo es va limitar a donar suport críticament. En els primers dies de setembre, estudiants i líders socialistes van copar la via pública, reclamant la renúncia de Yrigoyen per evitar el cop d'estat; el govern va garantir la llibertat de premsa i de reunió, amb el que va facilitar els plans dels seus enemics. El president estava de llicència, i el vicepresident Enrique Martínez, que conspirava contra ell, no encertava a prendre una decisió; l'únic decret que va assolir a signar va ser una mesura de censura contra la premsa opositora, que va arribar massa tard.

## La dictadura de José Félix Uriburu (1930-1932)

### Context en el qual es produeix el cop de 1930
La crisi econòmica mundial de 1929 anomenada Gran Depressió va tenir un profund impacte en l'Argentina. Va afectar primer econòmicament, ja que el 80% dels ingressos fiscals a l'Argentina provenien del comerç exterior. La crisi va crear una situació de tensió social, amb baixades de sou, augment de la desocupació; és a dir, una contracció de l'economia. I això va generar també, en el pla polític, un context en el qual es produeix el cop d'estat del 1930. La Crisi de 1929 va ser un factor que va crear una situació de tensió, de malestar sobre l'economia, en termes socials i de preocupació i incertesa en els sectors econòmics dominants, i això va contribuir a crear aquest clima. En general, a Amèrica Llatina hi va haver una crisi de sistemes democràtics pràcticament en tota la regió.
D'altra banda, els ensenyaments socials de l'Església catòlica de l'època estaven basades en l'encíclica Rerum Novarum de 1891 que versava sobre les condicions de les classes treballadores, deixava patent el seu suport al dret laboral de «formar unions o sindicats», reafirmava en el seu suport al dret de la propietat privada i discutia sobre les relacions entre el govern, les empreses, els treballadors i l'Església, proposant una organització socioeconòmica que més tard s'anomenaria «corporativisme». Recentment, a partir de 1931, el Papa Pius XI va condemnar al feixisme i va proposar portar a la pràctica els principis de la recta raó i de la filosofia socialcristiana.
Les postures nacionalistes sorgides per imitació del que ha passat a Itàlia amb Benito Mussolini que recolzaven la implantació d'un corporativisme van provocar la divisió del Partit Popular i la seva dissolució. Va ser llavors quan els nacionalistes catòlics van recolzar al setmanari La Nueva República, opositor al govern radical d'Hipólito Yrigoyen que, en plena Gran Depressió mundial de 1929 va ser molt criticat per una sèrie d'intervencions a províncies per decret i assassinats d'opositors, entre ells el del senador Lencinas, que van produir el debilitament de la democràcia i van desencadenar el cop militar dirigit pel general José Félix Uriburu.

### El cop d'estat del 6 de setembre de 1930 i el govern militar

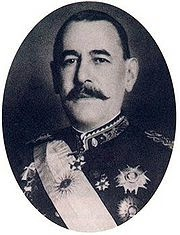
El general José Félix Uriburu va iniciar la sèrie de cops d'Estat a l'Argentina i dictadures militars que s'estendrien fins al 1983

Durant la matinada del 6 de setembre, Uriburu es va posar al capdavant de les tropes i oficials del Col·legi Militar de la Nació i va marxar sobre el centre de Buenos Aires. Les tropes a les seves ordres eren tot just 2000 soldats i cadets, però a mesura que avançava se li van anar reunint gran quantitat de civils; no va trobar resistència fins a arribar davant del Congrés, on un tiroteig va dispersar la columna. Acompanyat per uns pocs oficials, va seguir camí fins a la Casa Rosada, on va forçar la renúncia del vicepresident. Yrigoyen va fugir a La Plata, on va lliurar la seva renúncia al comandant d'un regiment. Va ser arrestat, reclòs a l'illa Martín García, i la seva casa va ser saquejada.
Uriburu es va nomenar a si mateix «president provisional» i va llançar una proclama, redactada per Leopoldo Lugones i corregida pel coronel José María Sarobe. Va decretar la dissolució del Congrés i va assumir el poder legislatiu i el poder executiu; també va decretar la intervenció federal de totes les províncies, amb dues excepcions (Entre Ríos i San Luis), úniques províncies governades per conservadors. El seu gabinet de ministres estava format per membres del vell Partit Conservador, la majoria d'ells amb experiència com a funcionaris, però allunyats de la funció pública des de l'assumpció de Yrigoyen, feia catorze anys.
Molt pocs van ser els que es van oposar; tot just alguns estudiants i el degà de la Facultat de Dret, el socialista Alfredo Palacios, que va renunciar al seu càrrec. Per la seva banda, tant el dispers Partit Conservador com el Partit Demòcrata Progressista (PDP) i el Partit Socialista Independent (PSI) van reconèixer immediatament al dictador.
L'expresident Marcelo T. d'Alvear, qui residia a França al moment del cop d'estat, el va recolzar en un primer moment, com a conseqüència també de la descripció de la situació que li van fer els seus correligionaris (la seva majoria eren antipersonalistes), que en gran part li van ennuvolar el seny, descrivint-li una situació molt més caòtica del que realment era.
La Cort Suprema es va negar a rebutjar al govern provisional davant la comanda de diversos dirigents radicals; per contra, el 10 de setembre va signar un acord que reconeixent l'existència d'un «govern de facto, el títol del qual no pot ser judicialment discutit amb èxit per les persones mentre exerciti la funció administrativa i política derivada de la seva possessió de la força com ressort d'ordre i seguretat social». Aquesta decisió va donar origen a la doctrina dels governs de facto.

### El govern d'Uriburu
Uriburu bàsicament va representar en aquell moment abans de res un nacionalisme catòlic neocorporativista. Fins i tot el projecte de constitució neocorporativa que tenia Uriburu i els seus sectors era un sistema neocorporatiu mixt. Volien que hi hagués una càmera corporativa (per exemple, amb representació de sindicats, empresaris), i una altra càmera amb representació política. Ideològicament era tributari del nacionalisme catòlic, que des de la dècada del 1920 anava creixent a l'Argentina.
Centenars de dirigents radicals van ser arrestats, i alguns d'ells enviats a la presó d'Ushuaia. La dictadura va prohibir tot tipus de manifestació pública i va decretar la llei marcial per a qualsevol que fos sorprès incorrent en qualsevol delicte, fins i tot un delicte ordinari. També van ser prohibides les vagues, que van passar a ser considerades delictes greus.

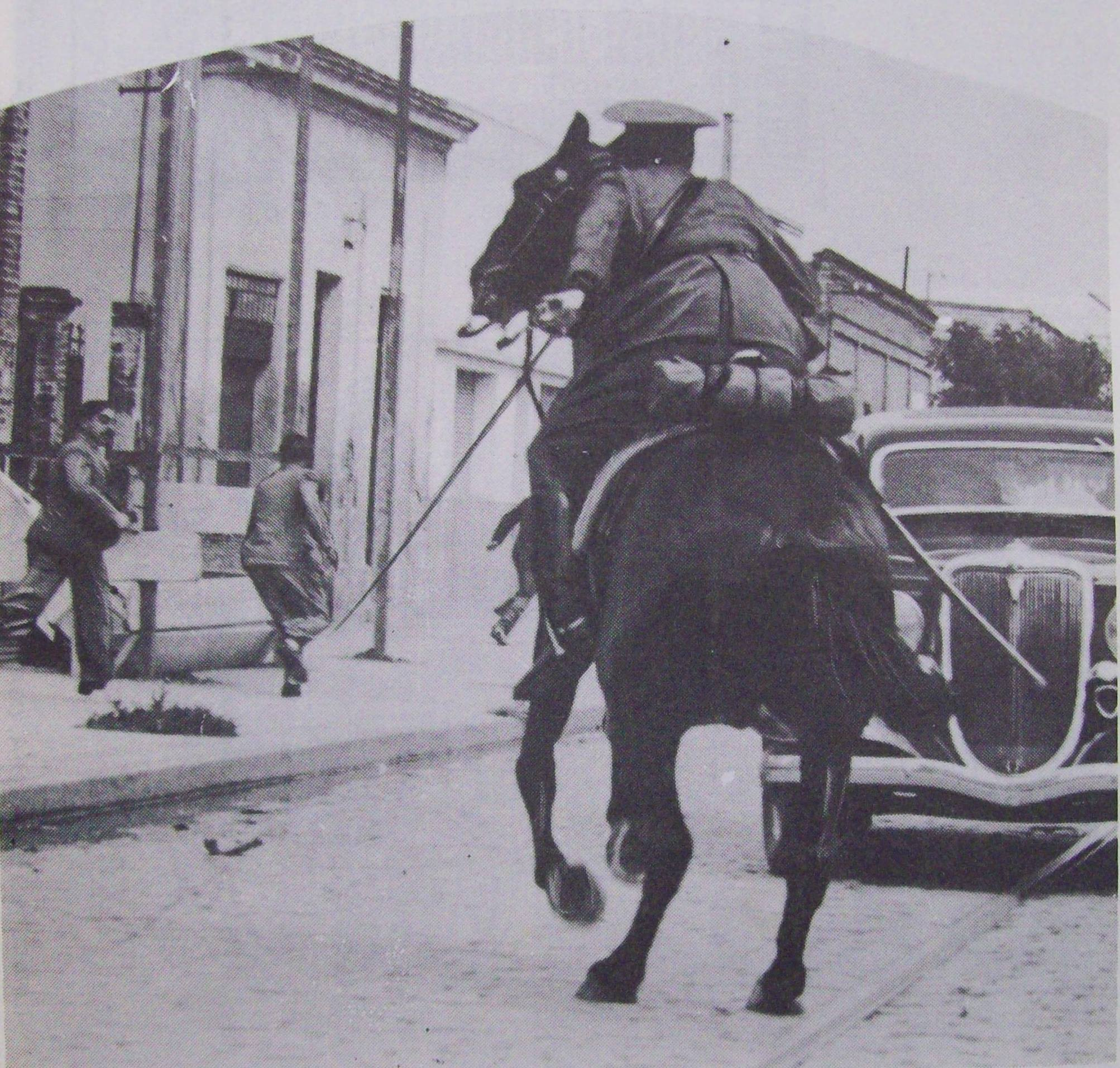
Un policia persegueix partidaris del radicalisme en el temps en què els conservadors tenien el poder
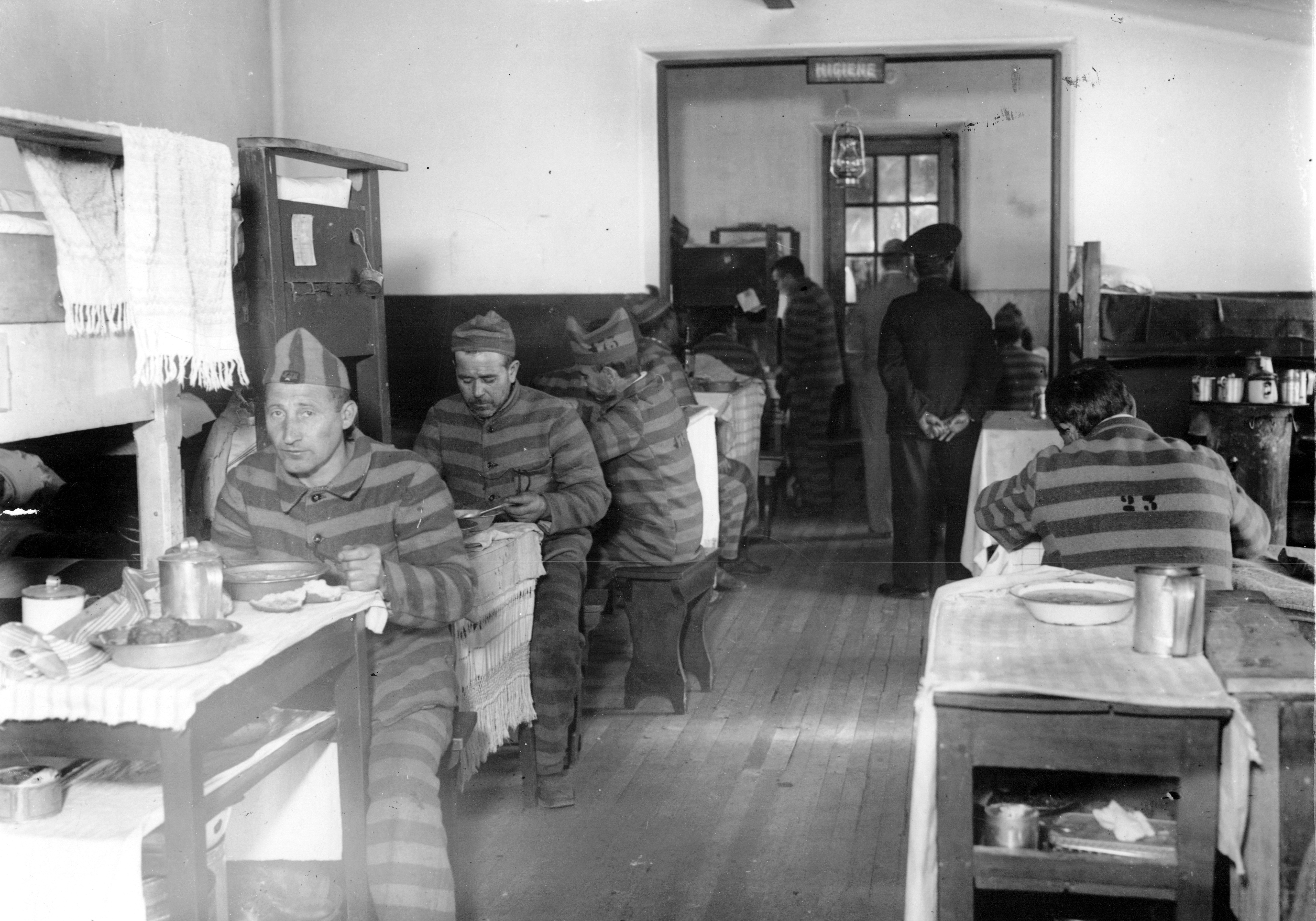
Menjador de la presó d'Ushuaia, 1933

El pla econòmic del govern provisional era, en realitat, continuació del de Yrigoyen; enfront de la Depressió, aquest havia decretat la inconvertibilitat del pes. Uriburu va decretar el control de canvis, per evitar la sortida de l'or que encara romania en les arques de l'estat. Va establir un estricte quadre de prioritats per la despesa pública, amb la intenció de no entrar en suspensió de pagaments del deute extern. A més va haver de fer front a retards de pagaments als empleats públics en què havia incorregut el govern, per a això es van crear nous impostos a les transaccions, als rèdits i a la nafta, i es van augmentar les taxes dels serveis públics prestats per l'Estat.
El Banc de la Nació Argentina va atorgar crèdits als productors de blat de moro perquè retinguessin les seves collites, ja que la tendència a vendre-la com més aviat deprimia els preus. Totes les obres públiques van quedar congelades, amb la sola excepció d'elevadors de grans, que va concessionar a l'Associació de Cooperatives Argentines (ACA), a la qual també va afavorir perquè competís amb les empreses exportadores en la comercialització de cereals a l'exterior; aquestes mesures van evitar que la caiguda dels preus (molt important des de l'esclat de la crisi) fos encara més pronunciada. En canvi no va assolir obligar les empreses ferroviàries a baixar les tarifes per al transport de cereals.

### L'assaig corporatiu
Uriburu va jurar respectar la Constitució Nacional i la Llei Sáenz Peña, i en el seu discurs va convidar a la població a corregir els «abusos» del yrigoyenisme a través de les urnes. Però aquest discurs es devia al suport que havia necessitat del sector «liberal» dirigit per Justo i Sarobe. Amb el pas dels dies, va tornar als seus ideals autoritaris i corporativistes en els seus discursos i en el nomenament d'autoritats. Aspirava a reemplaçar la Constitució i el sistema democràtic per un altre, completament diferent, en que no fos el vot individual el que decidís el rumb polític, sinó l'opinió de les corporacions, en particular les corporacions patronals i les associacions professionals, entre les quals els sindicats eren un actor menor, i que a més havia de ser sotmès a una neteja ideològica. Els discursos esmentaven contínuament la necessitat de restaurar l'ordre, la propietat i les jerarquies. No obstant això, a diferència dels feixismes europeus, la dreta argentina considerava que la clau del sistema polític proposat era l'Exèrcit, i no organitzacions paramilitars.
El dictador va proposar la fundació d'un Partit Nacional, al qual s'haurien d'adherir els altres partits, tot i que estaven exclosos el radicalisme yrigoyenista i possiblement el Partit Socialista. La invitació va ser rebutjada per tots, excepte alguns grups conservadors. Uriburu s'havia avançat a convocar eleccions per a governador de Buenos Aires, confiant en presentar una candidatura única del Partit Nacional enfront dels radicals; quan el seu projecte va fracassar, no va poder retractar-se.
Al mes d'abril de 1931 es van celebrar les eleccions de Buenos Aires, amb un resultat imprevist; malgrat que el govern considerava el radicalisme completament «fora de la història», ja que aquest no va organitzar una campanya electoral ni tenia suport de la premsa, el candidat radical Honorio Pueyrredón va obtenir el triomf. Malgrat que en el Col·legi Electoral el radicalisme va quedar diversos vots per darrere i havia de negociar amb els socialistes per alçar-se amb la governació, el govern va entrar en pànic i la majoria dels ministres va presentar la renúncia. Uriburu va reorganitzar el gabinet, nomenant ministres del «sector liberal». El 8 de maig va suspendre els resultats col·legi electoral provincial, i va nomenar governador de facto de la província de Buenos Aires a Manuel Ramón Alvarado.
Poques setmanes més tard va esclatar una revolució a la província de Corrientes, dirigida pel tinent coronel Gregorio Pomar. Malgrat que va ser ràpidament reprimida, va donar a Uriburu l'excusa que buscava: va clausurar tots els locals de la UCR, va arrestar dotzenes de dirigents i va prohibir als col·legis electorals escollir polítics vinculats directament o indirectament amb Yrigoyen; Pueyrredón havia estat ministre de Yrigoyen, el que significava que no podia ser elegit, però a més va ser expulsat del país juntament amb Alvear. A més va suspendre les eleccions de governadors planejades per a les províncies de Córdoba i Santa Fe. Al mes de setembre va convocar eleccions per al mes de novembre, i poc després va anul·lar les eleccions a Buenos Aires.
L'experiment corporativista havia fracassat, però tot i així, hores abans de lliurar el govern al seu successor, Uriburu declararia que «el vot secret és precisament el que ha permès la disbauxa demagògica que hem patit».

### El procés «Sacco & Vanzetti» argentí
El 1931, un any després de l'execució de l'anarquista italià Severino Di Giovanni i del seu company Paulino Scarfó, que havia implementat una campanya de propaganda pel fet dirigida tant al suport internacional del cas Sacco i Vanzetti com en atacar els interessos del la Itàlia feixista a l'Argentina; tres anarquistes van rebre condemnes de cadena perpètua durant un judici espectacle en què van ser torturats, pels càrrecs d'haver assassinat els familiars del polític conservador José M. Blanch. Coneguts com a presos de Bragado, el cas va provocar indignació pública internacional. Els anarquistes, que havien creat una xarxa de solidaritat amb camarades expulsats sota la Llei de residència de 1902, que legalitzava l'expulsió d'immigrants que «comprometessin la seguretat nacional o destorbessin l'ordre públic», van ser considerats enemics públics per la dictadura d'Uriburu. Abans de la seva execució, tres bombes anarquistes havien detonat en tres llocs estratègics de la xarxa ferroviària de Buenos Aires el 20 de gener de 1931, amb el resultat de 3 morts i 17 ferits.
El 1942, el ministre Solano Lima va signar els alliberaments dels presoners; els seus noms van ser netejats per una llei de 1993 confirmada pel diputat socialista Guillermo Estévez Boero. L'any 2003, una llei va concedir una pensió a la filla d'una de les víctimes anarquistes d'aquest judici farsa.

### LaConcordancia
Ja des dels dies posteriors al cop d'estat havien començat reunions entre els partits antiyrigoyenistes, que van portar a la formació d'una Federació Nacional Democràtica, de la qual van formar part els partits conservadors de totes les províncies (des de la dissolució del Partit Autonomista Nacional (PAN), uns 25 anys abans, els conservadors eren una aliança tàcita entre partits provincials) juntament amb la Unió Cívica Radical Antipersonalista (UCRA) i el Partit Socialista Independent (PSI). Uriburu havia tractat de forçar la reunió d'un Partit Nacional, que englobés també als demòcrates progressistes, però el seu cap, Lisandro de la Torre, ja estava enfrontat amb la dictadura, tot i que inicialment l'havia donat suport.
La derrota davant el radicalisme va portar als conservadors a la formació d'un partit unificat, que es va formar finalment amb el nom de Partit Demòcrata Nacional (PDN); amb excepció d'una petita fracció de la democràcia progressista (en la qual destacava l'exgovernador de la província de Salta, Robustiano Patrón Costas) tots els seus membres pertanyien als partits conservadors (entre ells Julio Argentino Roca (fill) i Guillermo Rothe del Partit demòcrata de Córdoba; Manuel Fresco i Rodolfo Moreno del poderós Partit Conservador de Buenos Aires; Ricardo Videla i Gilberto Suárez Lago del Partit Liberal de Mendoza, entre molts altres). La UCR antipersonalista i el socialisme independent no van acceptar formar part del mateix partit, però en canvi van formar amb aquest una aliança anomenada «La Concordancia» (La Concordança).
Tots van estar d'acord en portar com a candidat a la presidència al general Justo; els socialistes independents i els antipersonalistes van pretendre nomenar un company de fórmula no conservador, però el PDN va aconseguir imposar la candidatura del fill del general Roca. Aquesta negativa dels conservadors va portar a la UCR d'Entre Ríos (antipersonalista) a portar com a candidat a Francisco Barroetaveña. Per la seva banda, el Partit Demòcrata Progressista i el Partit Socialista es van presentar com «Aliança Civil», portant com a candidats a Lisandro de la Torre i a Nicolás Repetto. El radicalisme no estava prohibit (en sentit estricte), però sí que tenia prohibit presentar candidats que hagin exercit qualsevol càrrec en les presidències de Yrigoyen, el que els vedava les candidatures conegudes; de manera que el Comitè Nacional del radicalisme va anunciar l'abstenció electoral.
Les eleccions del 8 de novembre de 1931 van estar viciades de frau electoral a les províncies de Buenos Aires i Mendoza, però en les altres províncies això no va ser necessari. Amb només dues excepcions (Entre Ríos i Santa Fe) va triomfar àmpliament gràcies a la proscripció del radicalisme. Justo va obtenir 607.765 vots (237 electors); en Capital Federal i Santa Fe, els votants radicals van donar suport respectivament al socialisme i la democràcia progressista, de manera que De la Torre va assolir 436.125 vots (122 electors), mentre Barroetaveña obtenia 156.904 vots (12 electors).
Els governs provincials van quedar en mans dels conservadors, amb excepció de Santiago del Estero, on el radicalisme es va unir i va imposar a Juan Bautista Castro; Entre Ríos, on el radical antipersonalista Luis Etchevehere va retenir el govern provincial per al seu partit; i Santa Fe, on va ser elegit el demòcrata-progresista Luciano Molinas.

## El govern d'Agustín Pedro Justo (1932-1938)

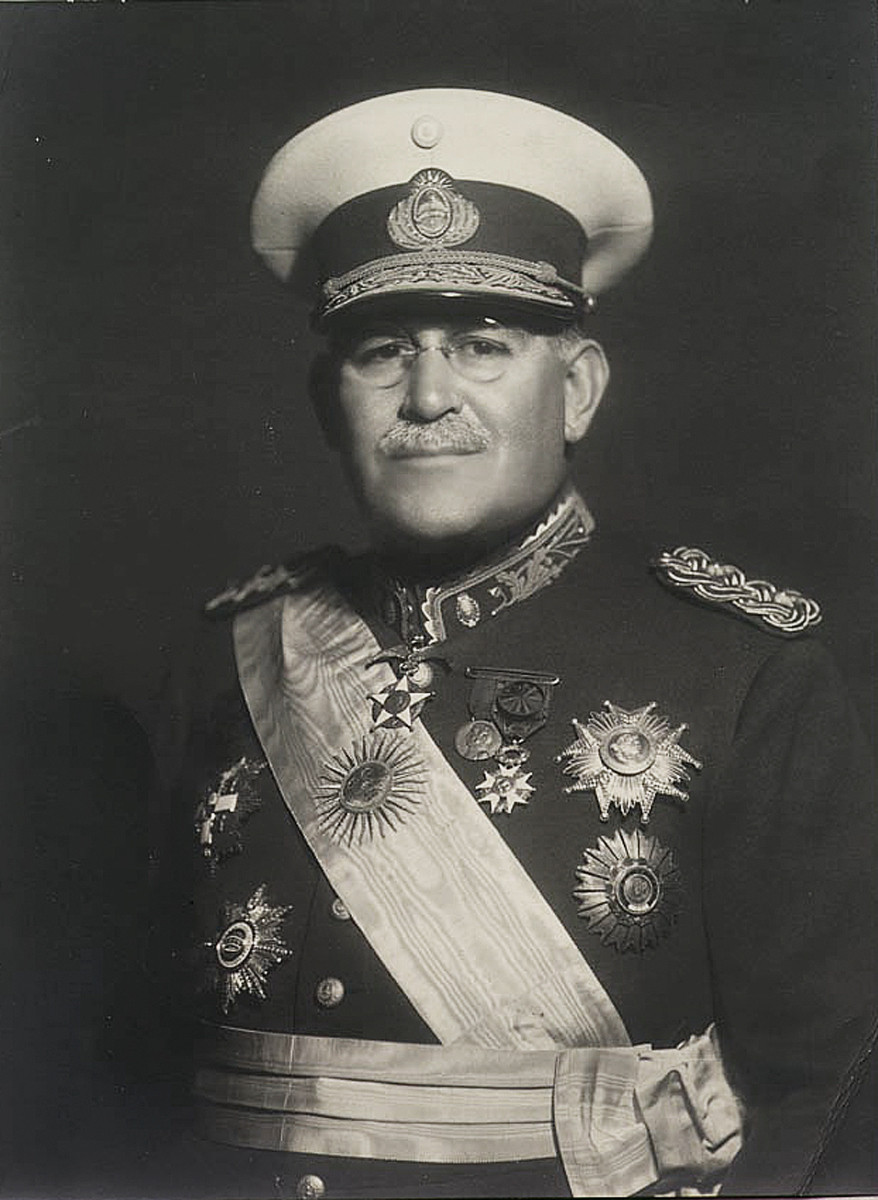
El govern del general Agustín Pedro Justo es va caracteritzar pel frau electoral, la repressió, i els escàndols pels actes de corrupció en favor de les empreses britàniques

Després del fracàs de l'assaig neocorporativista nacionalista catòlic de José Félix Uriburu va governar l'Argentina una aliança política que es va denominar «La Concordancia» (La Concordança), que va ser una aliança política formada entre el Partit Demòcrata Nacional (també conegut simplement com a Partit Conservador), la Unió Cívica Radical Antipersonalista i el Partit Socialista Independent. Aquesta aliança va governar el país entre 1932 i 1943, a través dels presidents Agustín Pedro Justo (1932-1938), Roberto Marcelino Ortiz (1938-1940) i Ramón Castillo, que va haver de completar el període per mort del president Ortiz (1940- 1943).
Agustín P. Justo va assumir com a president el 20 de febrer de 1932. A més de la convulsió política deguda al cop va haver de fer front als resultats de la Gran Depressió, que havia acabat amb el superàvit comercial i acabat amb els avantatges comparatius de l'intercanvi comercial pel tancament de mercats on es col·locaven els productes exportables del país.

### Les revolucions radicals
Durant el seu mandat, l'oposició radical, que havia declarat l'abstenció electoral davant la il·legitimitat del règim, va ser molt marcada. El 1933 es van produir a Buenos Aires, Corrientes, Entre Ríos i Misiones alçaments radicals que es van saldar amb més de mil detinguts. Yrigoyen, greument malalt, va ser retornat a Buenos Aires i mantingut sota arrest domiciliari; moriria el 3 de juliol, i el seu enterrament al cementiri de la Recoleta seria ocasió d'una manifestació multitudinària. Al desembre, en ocasió de la reunió de la convenció nacional de la UCR, un alçament conjunt de militars i polítics es va desencadenar a Santa Fe, Rosario i Paso de los Libres. José Benjamín Ábalos, exministre de Yrigoyen, i el coronel Roberto Bosch van ser detinguts per l'alçament, i els convencionals i dirigents del partit empresonats a l'illa Martín García. Alvear, antic padrí de Justo, s'exiliaria, mentre que altres serien retinguts a la presó d'Ushuaia.

### El pacte Roca-Runciman
El primer ministre d'Hisenda de Justo va ser Alberto Hueyo. La seva gestió va estar marcada per les restriccions a totes les despeses públiques, tot i que paral·lelament es va dur endavant una política d'inversió pública; l'àrea on les inversions es van fer més notables va ser el de transports, on es va crear la Dirección Nacional de Vialidad (DNV), al front del qual es trobava l'enginyer Justiniano Allende Posse. La mateixa, sostinguda per un impost de dos centaus sobre litre de nafta, construiria la xarxa troncal de rutes nacionals, moltes de les quals serien pavimentades.
Va convidar a Otto Niemeyer a l'Argentina, però aquest va preferir pactar amb l'enviat presidencial, que era el vicepresident Julio Argentino Pascual Roca. Hueyo es va enfrontar amb aquest, que estava disposat a cedir en tot a les pretensions de la Gran Bretanya a canvi de recuperar-la com a mercat per a les exportacions argentines. En particular, es va oposar a la pretensió britànica de controlar el tipus de canvi, ja que aquest control obligaria a l'Argentina a endeutar-se. També es va oposar a concedir avantatges duaneres a Gran Bretanya sense contrapartida. La signatura del Pacte Roca-Runciman al maig de 1933 va empitjorar les relacions de Hueyo amb la resta del gabinet, fins que aquest finalment va renunciar al mes d'agost.
Un dels més controvertits successos del mandat de Justo va ser la signatura del Pacte Roca-Runciman amb Gran Bretanya el 1933. Els britànics havien adoptat, en la conferència d'Ottawa de 1932, mesures amb tendència d'afavorir la importació procedent de les seves colònies i dominis, danyant seriosament als hacendados argentins.
El tractat va suscitar escàndol, ja que el Regne Unit va assignar a l'Argentina una quota inferior a qualsevol dels seus dominis (390.000 tones de carn per any), a canvi de moltes concessions per a les empreses britàniques. El 85% de l'exportació havia de realitzar-se a través de transportistes frigorífics britànics, A més, les tarifes dels ferrocarrils operats pel Regne Unit no es regularien, no es fixarien drets duaners sobre el carbó, es donaria tractament especial a les empreses britàniques amb inversions a l'Argentina i es reduirien els preus de l'exportació. Tants problemes van sorgir del tractat que el vicepresident Roca, després de la signatura del tractat, va declarar:
| « | La geografia política no sempre assoleix en els nostres temps imposar els seus límits territorials a l'activitat de l'economia de les nacions. Així ha pogut dir un publicista de gelosa personalitat que l'Argentina, per la seva interdependència recíproca és, des del punt de vista econòmic, una part integrant de l'Imperi Britànic. | » |

Lisandro de la Torre, un dels principals i més violents opositors de Roca, fent burla de les seves paraules en un editorial, va escriure: 
| « | El govern anglès li diu al govern argentí «no li permeto que fomenti l'organització de companyies que li facin competència als frigorífics estrangers». En aquestes condicions no podria dir-se que l'Argentina s'hagi convertit en un domini britànic, perquè Anglaterra no es pren la llibertat d'imposar als dominis britànics semblants humiliacions. Els dominis britànics tenen cadascun la seva quota d'importació de carns i l'administren ells. | » |

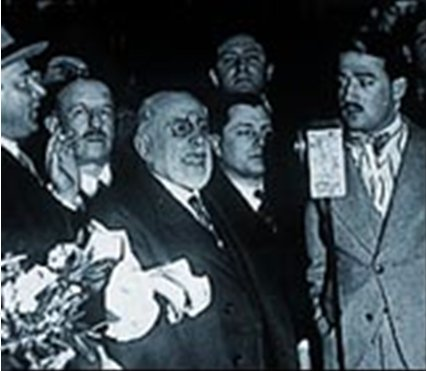
Lisandro de la Torre va ser anomenat «Fiscal de la Pàtria» per haver exposat la corrupció i els negociats en benefici dels interessos britànics durant el «debat de les carns»

Finalment, el setembre de 1933 es va signar un acord complementari del tractat. L'anomenat Conveni Suplementari de la Convenció del 1r de maig de 1933 va ser signat a Buenos Aires pel canceller argentí Carlos Saavedra Lamas i l'ambaixador britànic a Buenos Aires sir Henry Chilton el 26 de setembre de 1933.
Els articles d'aquest Conveni establien expressament que el govern argentí no podia aplicar als productes manufacturats britànics drets ni aforaments més elevats que els especificats en els annexos I i II de dit Conveni, a més tractar de suprimir la taxa addicional del 10%. Per l'article 3r, el govern argentí no podia imposar cap dret sobre la importació de carbó de pedra, carbó de coc o qualsevol altre article admès lliure de drets al 1r de maig de 1933. L'article 4t establia que no s'imposaria a la República Argentina sobre el whisky fabricat al Regne Unit impostos interns més elevats que a les begudes alcohòliques nacionals o d'un altre origen.
De forma recíproca, s'establia que els articles produïts a la República Argentina enumerats en l'Annex III del Conveni no serien sotmesos a la seva importació al Regne Unit a altres drets o càrregues que els especificats en el referit annex (art. 5è). A més, no s'establirien limitacions quantitatives a la importació al Regne Unit sobre els articles enumerats en l'Annex IV (art. 6è). En cas d'establir-se limitacions a articles no enumerats, aquests havien de rebre un tractament equitatiu (art. 7è).
Adjunt al Conveni, Saavedra Lamas i Chilton van subscriure un Protocol específic per al cas del carbó que establia, en el seu article 1r, que durant la vigència del Conveni no s'imposaria cap gravamen nou ni més gran dels existents, per concepte de eslingatge, despeses de descàrrega o altres sobre el carbó de pedra, carbó de coc i combustible manufacturat amb derivats del carbó de pedra, produïts o manufacturats al Regne Unit. L'article 2n estipulava que si el govern del Regne Unit considerava que la situació del mercat de carbó, coc i combustible manufacturat, produïts o manufacturats al Regne Unit, no s'havia mantingut, es realitzarien consultes entre els dos governs per estudiar la situació .
Els avantatges de les tarifes concedides al Regne Unit pel conveni suplementari del tractat Roca-Runciman van ser assegurades a més pel Decret 31.130 sancionat el gener de 1934. Aquest decret va distingir entre els importadors que sol·licitaven i obtenien permisos d'importació per avançat, la qual cosa significava que tindrien bona possibilitat de rebre canvi, i els importadors que demanaven els permisos per mercaderia en trànsit o ja lliurada en el mercat argentí. Òbviament, aquesta política afavoria als comerciants ja establerts i amb bones connexions com el cas dels britànics i perjudicava els nouvinguts com els comerciants estatunidencs.
El senador per Santa Fe, Lisandro de la Torre del Partit Demòcrata Progressista, va ser un dels principals opositors al tractat i va denunciar els delictes que sota la seva empara estaven cometent les empreses frigorífiques angleses i el govern, portant a l'obertura d'una investigació per part del Senat que li va guanyar el sobrenom de «Fiscal de la Pàtria». La investigació tindria un desenllaç tràgic el 23 de juliol de 1935, quan el senador demòcrata-progressista Enzo Bordabehere, va ser assassinat de tres trets al ple recinte del Senat per un pinxo relacionat amb l'oficialisme, en l'intent d'assassinar Lisandro de la Torre. El fet ha estat tema de la pel·lícula Assassinat en el Senat de la Nació.
El pacte Roca-Runciman va ser denunciat unilateralment el 1936 pel Regne Unit; les negociacions per sostenir-lo van desembocar en la signatura d'un altre tractat, el tractat Malbrán-Eden, que va fixar forts aranzels a la importació de carns argentines a Gran Bretanya.

### Política econòmica
L'aïllament comercial de les potències mundials va provocar, en última instància, l'inici del desenvolupament industrial argentí a través de la industrialització per substitució de les importacions. Empreses importants, com l'empresa alimentària agroindustrial Bunge & Born i el grup Tornquist, es van dedicar a les exportacions però van començar a diversificar les seves activitats i invertir en indústries nacionals destinades al consum local.
El govern de Justo es va caracteritzar per iniciar a Argentina la construcció d'un Estat intervencionista en l'economia. El 1934 es va legislar la recaptació centralitzada dels impostos. Es van crear la Junta Reguladora de Vins, la Junta Reguladora de Grans, la Junta Reguladora de Carns, i la Direcció Nacional de Parcs Nacionals, amb l'objectiu de desenvolupar activitats privades i estatals, i controlar la qualitat dels productes, tant per al consum nacional com per a l'exportació. Per tal de suportar els preus dels productes i evitar la sobreproducció, les Juntes van destruir tota mena de blat de moro, que es va utilitzar com a combustible per a les locomotores, malgrat la fam del poble. Es van gastar trenta milions de pesos per any per destruir els productes del vi.
La substitució d'Alberto Hueyo pel socialista independent Federico Pinedo, com a ministre d'Hisenda, marcaria un canvi en la política del govern. La intervenció governamental en l'economia es va fer més marcada. El 6 de juny de 1935, amb l'assessorament de l'economista britànic i director del Banc d'Anglaterra Otto Niemeyer, es va crear el Banc Central de la República Argentina (BCRA), dirigit per Raúl Prebisch. El consell d'administració del BCRA estava compost principalment per personalitats lligades als bancs privats. Va tenir com a missió gestionar el peso i la regulació dels tipus d'interès. L'escriptor i pensador Raúl Scalabrini Ortiz va ser un gran crític de la participació britànica a l'Argentina, de la qual el propi BCRA n'era el principal exemple.
Es va crear la Corporació de Transports, destinada a protegir els serveis ferroviaris i tramviaris en mans britàniques de la competència plantada pels col·lectius. A més, Pinedo va posar en marxa un projecte nacional de construcció de carreteres; la xarxa nacional arribava a 30.000 quilòmetres el 1938 (per bé que moltes romanien sense pavimentar). Això va competir amb la xarxa ferroviària argentina, la major part de la qual es trobava en mans d'empreses britàniques, i va afavorir la penetració de les empreses estatunidenques que venien vehicles a motor al mercat argentí.
El 1935 es va realitzar el primer cens industrial, que va fixar en 600.000 la quantitat de treballadors ocupats en l'activitat. Es van sancionar lleis regulant l'activitat bancària i les inversions. Les condicions ofertes per a l'assentament de capitals estrangers van fomentar la industrialització, sobretot a les províncies de Buenos Aires i Santa Fe, on es van radicar les indústries alimentàries (Adams, Royal, Suchard, Quaker), de cautxú (Firestone), elèctriques (Eveready, Osram, Philco) i tèxtils (Ducilo, Sudamtex). Les primeres grans empreses argentines comencen a cobrar importància, com Siam Di Tella, que fabricarà electrodomèstics i automòbils.
Les excepcions notables a aquestes polítiques conservadores van ser les polítiques de Luciano Molinas, governador de la província de Santa Fe (1932-1936) i un dels líders del Partit Demòcrata Progressista, i d'Amadeo Sabattini, governador de Córdoba (1936-1940). El primer acte del governador Molinas, en assumir el càrrec el 20 de febrer de 1932, va ser restablir la progressiva Constitució de la Província de Santa Fe establerta per l'Assemblea Constituent de 1921, que havia estat revocada pel governador radical Enrique Mosca. També va assegurar la independència del sistema judicial, la igualtat tributària, l'educació, el sufragi femení i el dret dels estrangers a votar per a l'elecció de les autoritats comunals. L'administració de Molinas també va crear el Departament Provincial de Treball, que assegurava l'observança de l'article 28 de la Constitució provincial, referent a la jornada de vuit hores, el salari mínim i la regulació del treball infantil i la mà d'obra femenina. Molinas també va reduir el salari de 2.500 a 1.800 pesos, va suspendre el pagament del deute extern de la província, fet que va permetre que el pressupost de Santa Fe esdevingués positiu. A partir d'aquest moment, va subvencionar obres públiques sota l'impuls del ministre Alberto Casella, la qual cosa va conduir a un augment de l'ocupació local. També va implementar reformes moderades de la terra, amb la forta oposició dels radicals conservadors i alvearistes, a més de la Sociedad Rural. Finalment, va crear l'Institut Experimental d'Investigació Agrària, predecessor de l'Institut Nacional de Tecnologia Agropecuària (INTA).

### Política exterior
El 1933, Justo va disposar la reincorporació de l'Argentina a la Societat de Nacions.
Enfront de la Guerra del Chaco entre Bolívia i Paraguai, el govern de Justo a través del seu canceller Carlos Saavedra Lamas, va intentar mobilitzar els governs de la regió en contra de la doctrina Monroe, promoguda pel govern dels Estats Units d'Amèrica. Les seves iniciatives van portar el 1933 a la signatura de l'anomenat Pacte antibèl·lic Saavedra Lamas. Després d'àrdues i complexes negociacions, el 7 de juny Bolívia i Paraguai van subscriure finalment dos protocols, donant fi a la guerra per acabar signant en 1938 el Tractat de Pau, Amistat i Límits. Per les seves gestions en el conflicte Saavedra Lamas va rebre el Premi Nobel de la Pau el 1936.

### La situació política
El 1935, Marcelo Torcuato de Alvear va tornar del seu exili. Aquest fet va obligar a la Concordança a apel·lar novament al frau i la repressió per evitar la derrota a les urnes. En témer derrotes electorals, tant a Santa Fe com al Col·legi Electoral, Justo va ordenar la intervenció federal de la província de Santa Fe el 3 d'octubre de 1935, i va enviar el coronel Perlinger i el ministre Joaquín F. Rodríguez per fer-se amb el govern local. Es va produir resistència armada contra la intervenció federal, però per evitar un bany de sang, Luciano Molinas i Lisandro de la Torre van rebutjar oferir resistència. Rodríguez aviat va revocar la Constitució de 1921 i va desmantellar progressivament els èxits de Molinas.
Justo ja havia ordenat intervenció a les províncies de San Juan i Tucumán el 1934, i va ordenar intervencions federals similars a les províncies de Catamarca, Santa Fe i Buenos Aires, el 1935 (aquesta última permetria l'elecció fraudulenta de Manuel Fresco com a governador). Malgrat aquestes intervencions federals, la Unió Cívica Radical (UCR) de Marcelo Torcuato de Alvear va decidir el 1935 abandonar la seva política d'abstenció en protesta contra el frau electoral. Com a oposició a la tornada d'Alvear, joves irigoyenistes d'origen nacionalista van fundar la FORJA (Fuerza Orientadora Radical de la Juventud Argentina), que tenia com a líders els socialistes Arturo Jauretche, Raúl Scalabrini Ortiz i Gabriel del Mazo. El lema de FORJA era: «Som una Argentina colonial, volem ser una Argentina lliure». Entre altres coses, FORJA va denunciar el silenci del govern sobre molts problemes, com la creació del Banc Central, els sacrificis econòmics imposats en beneficis del capitalisme estranger, les polítiques del petroli, les intervencions federals arbitràries, les restriccions a la llibertat d'opinió, la incorporació a la Societat de Nacions, la supressió de les relacions amb Rússia, les investigacions parlamentàries, el crim del Senat, etc...
El 1r de maig de 1936, la UCR va convocar a un acte multitudinari, en el qual per primera vegada es van reunir tots els partits de l'oposició i el moviment obrer. Aquest mateix any, la pressió sindical va obtenir la sanció de la Llei 11.729 de contracte de treball per al sector serveis.
Aquest mateix any, les divisions internes del radicalisme es van accentuar per influx de l'escàndol per la concessió de la Companyia Hispano-Americana d'Electricitat (CHADE), que havia estat acusada de subornar polítics conservadors i radicals per obtenir la concessió, incloent al llavors ministre d'Hisenda i futur president Roberto Marcelino Ortiz.

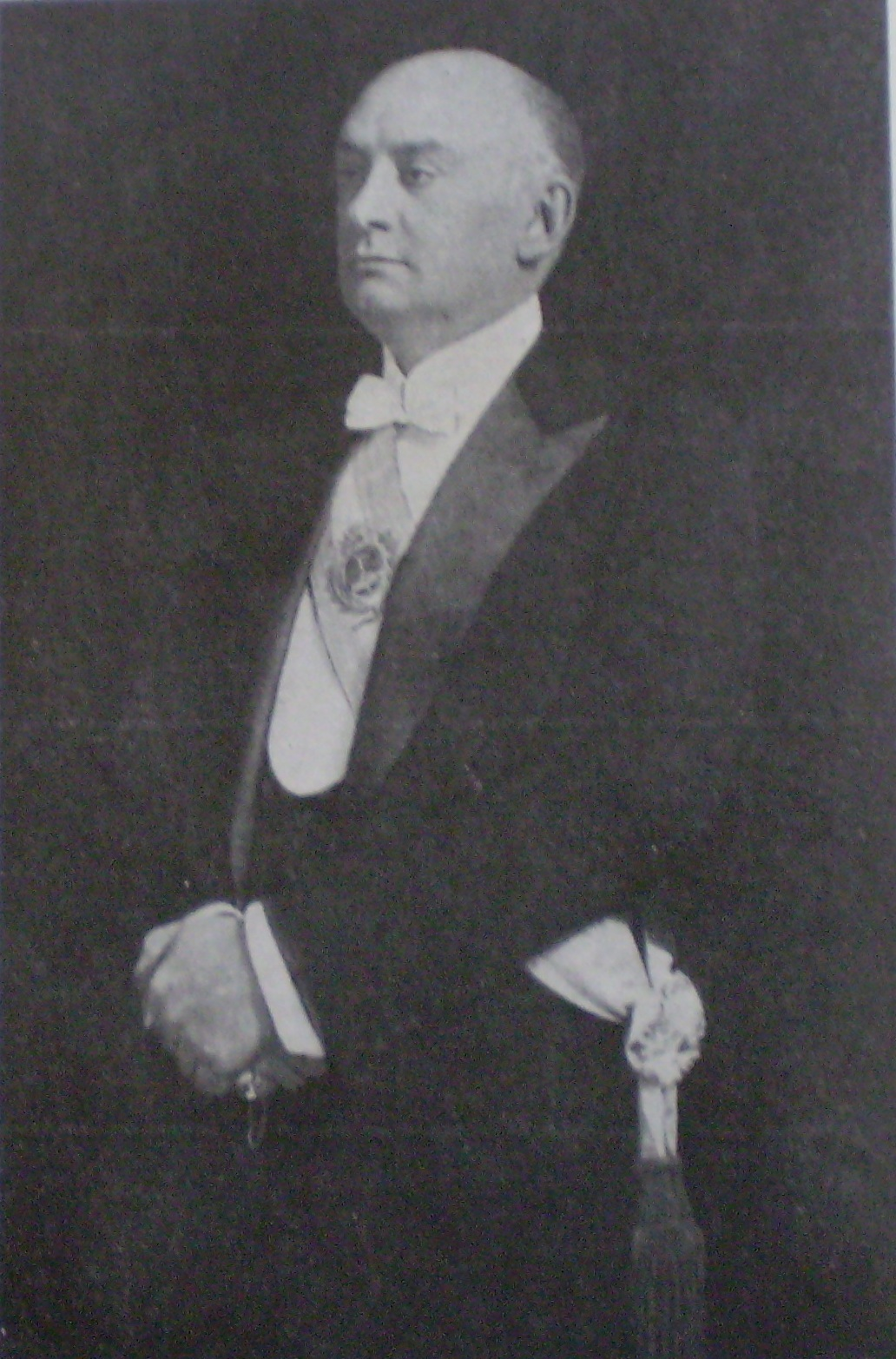
Marcelo T. de Alvear va ser el líder del radicalisme durant la dècada infame, per això va ser empresonat a l'illa Martín García
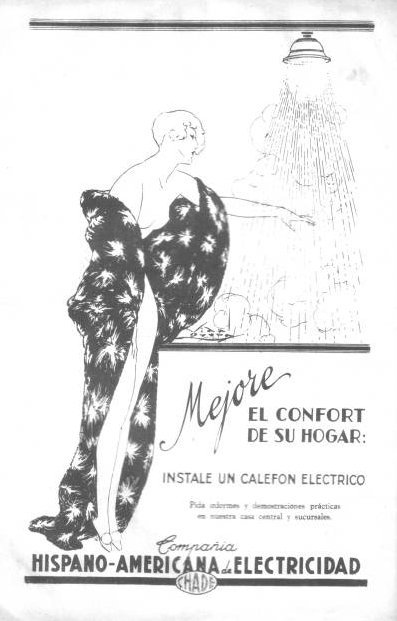
Un dels fets de corrupció més conegut del període va ser l'Escàndol de la CHADE

Alvear representava el principal obstacle a la continuació de la Concordança. La Concordança li va oposar la candidatura del radical antipersonalista Roberto M. Ortiz i el conservador Ramón Castillo. Al setembre es van realitzar les eleccions, en les que els incidents amb morts i ferits, així com la intervenció policial contra els fiscals de l'oposició, van ser freqüents; diverses províncies estaven intervingudes, entre elles Catamarca, al capdavant de la qual Justo havia col·locat a l'ultranacionalista i filonazi Gustavo Martínez Zuviría. Les crucials províncies de Buenos Aires, Santa Fe i Mendoza van quedar en mans de la Concordança, que finalment va consagrar a Ortiz com a president.
Alvear parlava així dels conservadors:
| «                       | Jo conec aquest radicalisme i als conservadors de Buenos Aires, des de fa cinquanta anys, i convinguem que aquests conservadors no han millorat en res, no han fet res en bé de la província. Fa cinquanta anys que els conec, perquè he actuat allà. Tenien al seu servei pinxos i urnes de doble fons. Jo vaig trencar una a Morón. Avui es preparen per usar les mateixes armes. | » |
| — Marcelo T. de Alvear. | |   |

Per a les eleccions de 1937, la Concordança va apel·lar massivament al frau electoral, al que els dirigents conservadors van anomenar «frau patriòtic», ja que consideraven que violar la llei estava justificat si amb això evitaven el retorn del radicalisme. Algunes de les pràctiques més generalitzades consistien en acceptar vots múltiples de llibretes electorals, generalment retingudes pels patrons als seus empleats, o pels «punteros» polítics a canvi de favors; el rebuig sistemàtic de fiscals dels partits opositors; urnes amb doble fons, plenes de vots des d'abans d'iniciar-se els comicis; substitució de sobres; i rebuig dels vots dels que se sabia que anaven a votar per l'oposició.

## El govern de Roberto Marcelino Ortiz (1938-1940)
Les candidatures de Roberto Marcelino Ortiz i de Ramón Castillo, respectivament com a president i vicepresident, per a les eleccions de 1938 es van presentar a la Cambra de Comerç britànica i amb el suport del seu president William Mc Callum. Ortiz, antic alvearista, va ser triat fraudulentament i va assumir el seu nou càrrec al febrer de 1938. Va ser el primer civil en vuit anys a revestir la banda presidencial.
Roberto Marcelino Ortiz va intentar impulsar una sèrie de reformes que permetessin establir un règim democràtic, va voler desmantellar l'aparell muntat per Agustín Pedro Justo i va tractar d'obtenir per tots els mitjans eleccions netes per a qui el succeís. No obstant això, sense gaire èxit, va intentar netejar la corrupció del país, i va ordenar la intervenció federal a la província de Buenos Aires (governada per Manuel Fresco), i va cancel·lar les eleccions fraudulentes que havien estat guanyades pel conservador Alberto Barceló.
Durant la Segona Guerra Mundial, l'Argentina va mantenir la mateixa neutralitat que havia adoptat durant la Primera Guerra Mundial, la qual cosa era avantatjosa per a la Gran Bretanya. Tot i que els Estats Units d'Amèrica van intentar impulsar el país a la guerra durant la Conferència de Rio de Janeiro de 1942, l'Argentina va resistir amb el suport dels britànics.
Una de les mesures més controvertides del seu mandat va ser la circular secreta antisemita signada el 1938 pel canceller (també radical antipersonalista) José María Cantilo, que va ordenar als cònsols argentins a Europa negar visats a «indesitjables o expulsats», en al·lusió a ciutadans jueus d'aquest continent.
Poc després que assumís com a president, Ortiz va emmalaltir seriosament de diabetis, malaltia que després el deixaria completament cec. El 1940, la incapacitat física d'Ortiz li impediria exercir la presidència, pel que va renunciar al càrrec i va ser reemplaçat en la funció pel vicepresident Ramón Castillo, qui finalment assumiria com a president el 1942, davant la mort d'Ortiz.

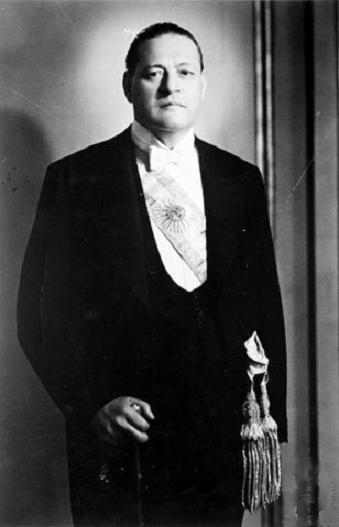
El president Roberto Marcelino Ortiz es va veure impedit d'exercir la presidència des de 1940 a causa de la diabetis que patia, morint abans de finalitzar el seu mandat
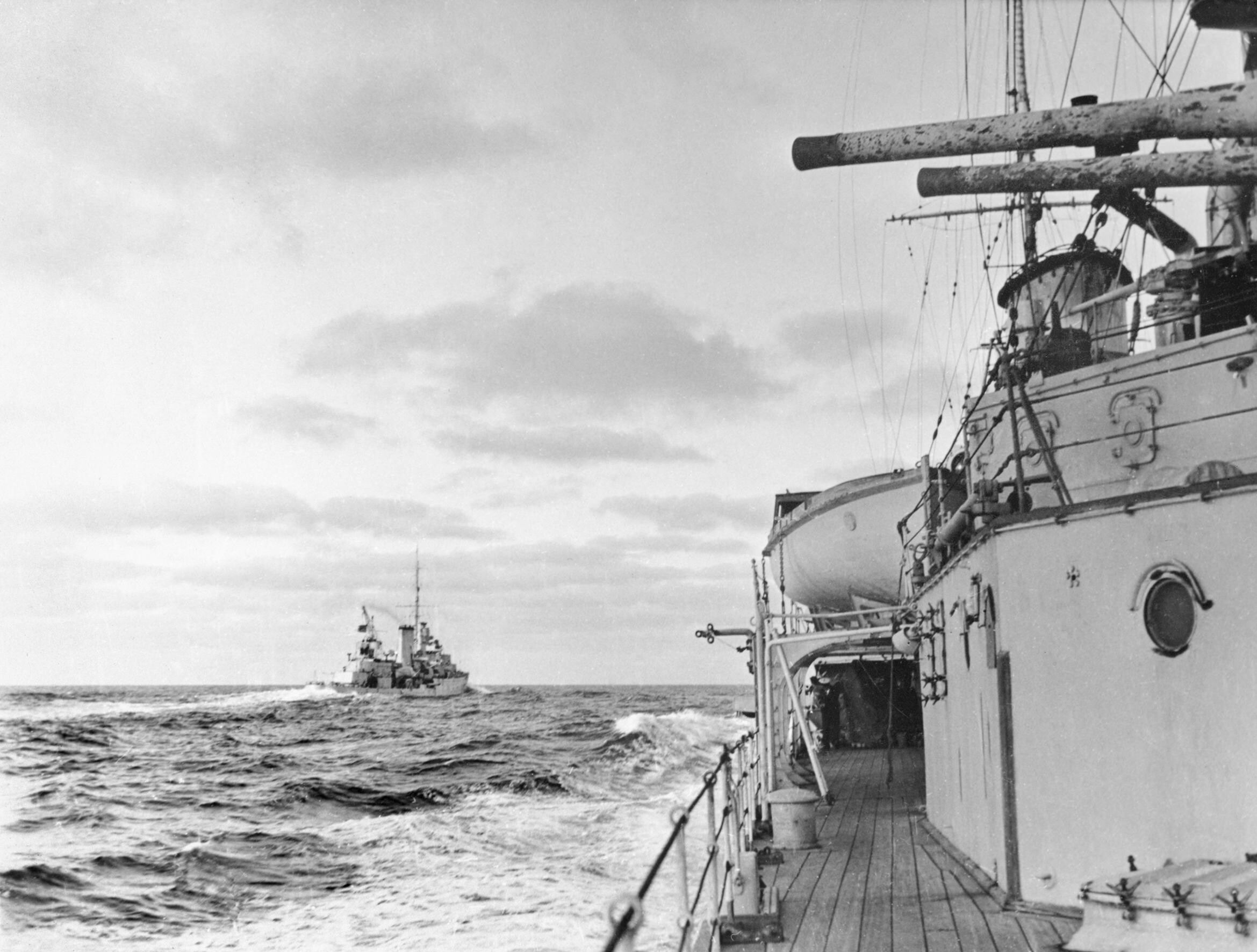
El HMS Achilles vist des del HMS Ajax durant la batalla del Riu de la Plata, 13-12-1939

## El govern de Ramón Antonio Castillo (1940-1943)
Ramón Castillo havia estat Governador interventor de la província de Tucumán durant la gestió de facto de José Félix Uriburu. A causa de la malaltia d'Ortiz, a partir de 1940 va estar efectivament a càrrec del Poder Executiu.
Va continuar la política exterior del seu predecessor, mantenint la neutralitat argentina en la Segona Guerra Mundial. Va crear la Flota Mercant de l'Estat. Va prendre mesures nacionalistes, com la revocació de la concessió del port de Rosario (en mans d'un operador francès), la nacionalització de la britànica Companyia Primitiva de Gas, la creació de la Direcció de Fabricacions Militars i l'obertura dels Alts Forns Zapla. Va dur a terme una política obertament autoritària, disposant de les carteres ministerials amb soltesa i dissolent el Consell Deliberant de Buenos Aires davant les denúncies de corrupció en el mateix. També va començar a treballar per llançar la candidatura de Robustiano Patrón Costas, vicepresident del Senat i empresari del sucre, que l'havia recolzat el 1938.
Mentrestant, el 1942, s'havien format la Unió Democràtica (que incloïa la Unió Cívica Radical), el Partit Progressista Democràtic, així com el Partit Socialista i el Partit Comunista. Llur plataforma electoral, dirigida contra la corrupció endèmica, va anunciar la necessitat de garantir la «llibertat de pensament i assemblea» i «els drets sindicals», així com «la solidaritat activa amb les persones que lluiten contra l'agressió nazi-feixista».

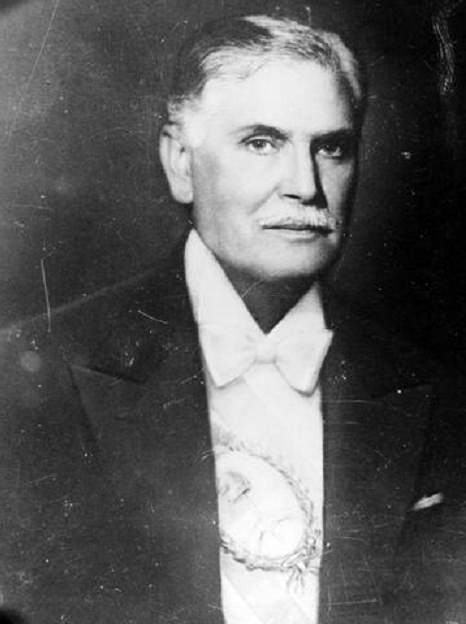
Ramón Castillo, l'últim governant de la Dècada Infame, va ser enderrocat per un cop militar el 4 de juny de 1943
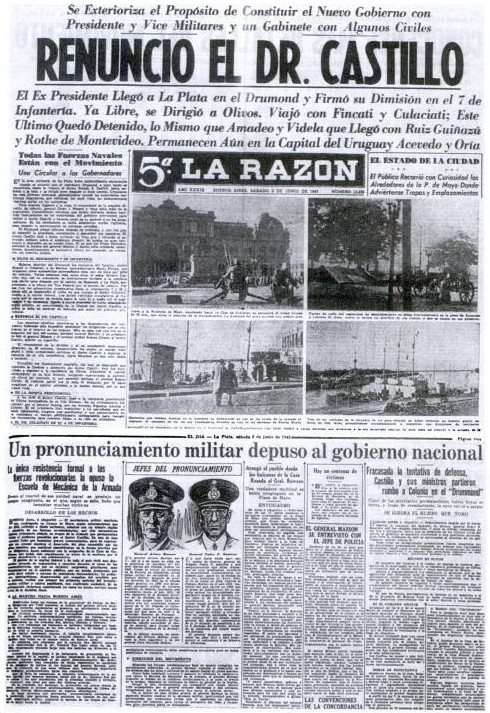
Els diaris La Razón i El Dia anunciant la caiguda del govern de Castillo

## El cop militar del 4 de juny de 1943
A partir que els Estats Units d'Amèrica fos atacat per Japó el 1941 i obligat a sortir del seu neutralisme enfront de la Segona Guerra Mundial, la potència del nord va començar a pressionar durament als països llatinoamericans per fer el mateix. L'oposició entre els partidaris de combatre en la Segona Guerra Mundial o mantenir la neutralitat, es va accentuar. Per la seva banda, el control de l'Exèrcit i el seu suport al govern es va tornar cada vegada més precari des de la mort del general Agustín P. Justo l'11 de gener de 1943.

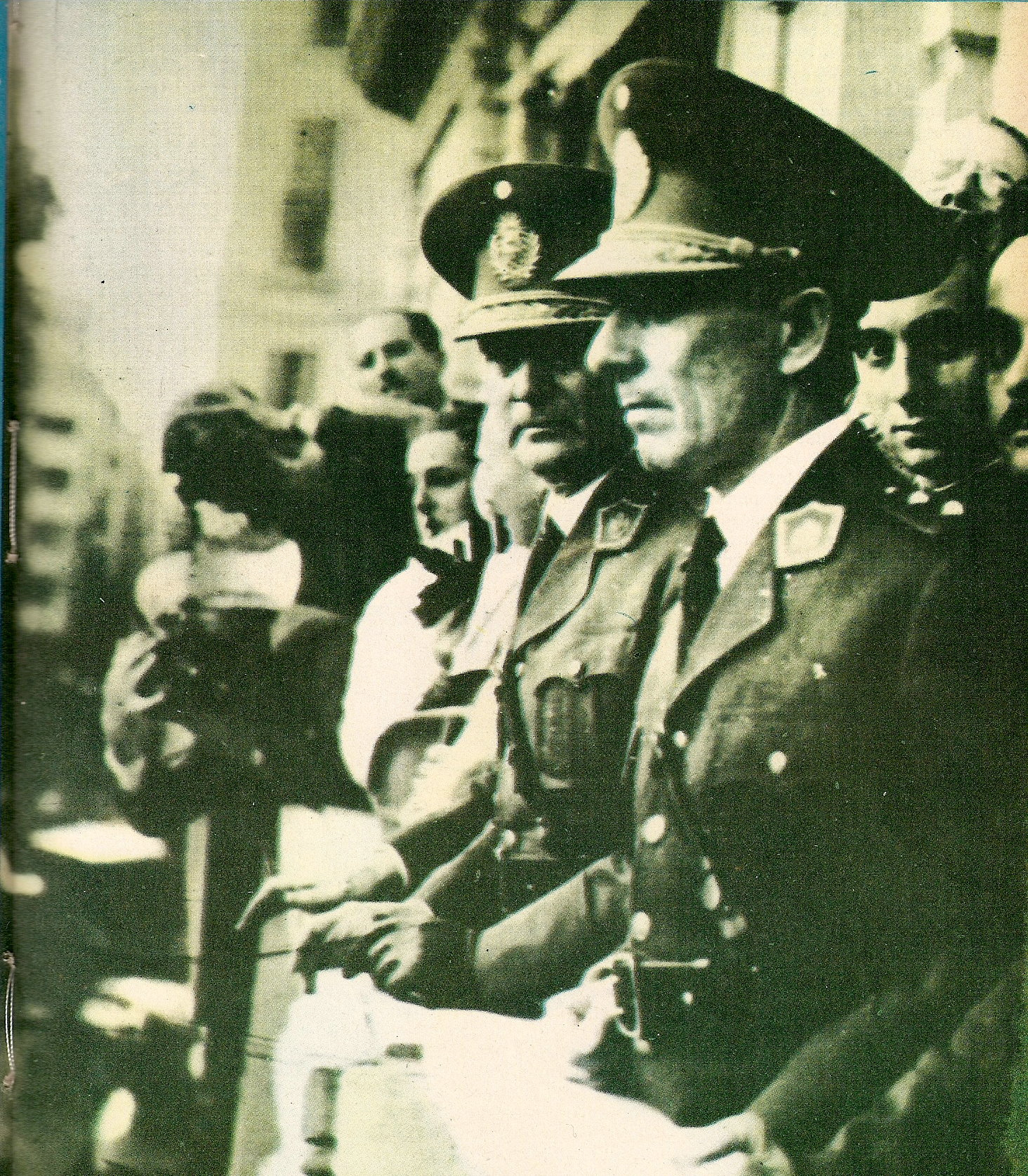
Els generals Arturo Rawson i Pedro Pablo Ramírez saluden a la multitud a la Plaça de Maig el dia del cop d'estat, 4 de juny de 1943

Com venia succeint des de la dictadura del general Uriburu, davant de les eleccions futures (1943) el president Castillo havia començat a organitzar un frau electoral en gran escala per imposar la fórmula conservadora integrada per Robustiano Patrón Costas i Manuel de Iriondo. Les conegudes inclinacions aristocràtiques i autoritàries de Patrón Costas, així com la seva posició pública favorable de fer que l'Argentina participés a la Segona Guerra Mundial, van mobilitzar sectors dels més diversos orígens.
El president Ramón Castillo havia enfrontat diverses conspiracions militars i intents fallits de cop d'estat, i en aquest moment s'estaven produint diverses conspiracions cívic-militars (com la del GOU, la qual portaven endavant el radical Ernesto Sanmartino i el general Arturo Rawson, les operacions que portava endavant el radical unionista Emilio Ravignani, etc.). No obstant això el cop del 4 de juny de 1943 no va ser previst per ningú i es va realitzar amb una gran dosi d'improvisació i, a diferència de tots els cops que es van produir al país, gairebé sense participació civil.
El fet concret que va desencadenar el cop militar va ser la renúncia que el president Castillo li va exigir el 3 de juny al seu ministre de Guerra, el general Pedro Pablo Ramírez, per haver-se entrevistat el 26 de maig amb un grup de dirigents de la Unió Cívica Radical que li van oferir la candidatura a president en les eleccions que s'acostaven, encapçalant la Unió Democràtica, una aliança que l'ala moderada del radicalisme (els unionistes) estava tractant en aquells dies de concretar al costat del Partit Socialista i el Partit Demòcrata Progressista amb suport del comunisme.
El cop d'estat es va decidir el dia anterior en una reunió a Campo de Mayo dirigida pels generals Arturo Rawson i Pedro Ramírez. Té interès històric esmentar que no van participar d'aquesta reunió ni el general Edelmiro Farrell ni el coronel Juan Perón, qui serien més endavant els conductors màxims de la Revolució del 43; Farrell perquè es va excusar de participar del grup colpista per raons personals quan va ser convidat pel general Rawson, i Perón perquè no el van trobar.
A la matinada del 4 de juny va sortir de Campo de Mayo, al nord-oest de la Ciutat de Buenos Aires, una força militar de 8.000 soldats encapçalada pels líders de l'aixecament: els generals Arturo Rawson i Elbio Anaya, els coronels Emilio Ramírez i Fortunato Giovannoni, i el tinent coronel Tomás Adolfo Ducó. En arribar a l'Escola de Mecànica de l'Armada (ESMA), al barri de Núñez, la columna va ser atacada per forces lleials atrinxerades allà, resultant del combat 30 morts i 100 ferits. Rendida l'ESMA, el president Castillo es va embarcar en el rastrejador Drummond amb ordre d'allunyar-se en direcció a Uruguai, deixant sola la Casa Rosada on van ingressar els generals Juan Pistarini, Armando Verdagauer, Pedro Pablo Ramírez i Edelmiro Farrell, i els almiralls Sabá Héctor Sueyro i Guisasola, que van rebre a la columna rebel poc després del migdia, assumint el general Arturo Rawson com a President.
El triomf dels insurrectes va resultar innegable, i Castillo va desembarcar l'endemà a La Plata, on va signar la seva renúncia.
En un primer moment totes les forces polítiques i socials van donar suport al cop, amb més o menys entusiasme, amb l'única excepció del Partit Comunista. El mateix va passar amb Gran Bretanya i els Estats Units d'Amèrica, que van rebre el cop «amb crits de satisfacció», segons refereix Sir David Kelly, ambaixador britànic a Argentina en aquest moment. L'ambaixada alemanya, per contra, va cremar els seus arxius el dia anterior.

## Reclamacions antàrtiques i presa de possessió formal del territori continental antàrtic
El 1939, l'Argentina crea transitòriament per assistir a una invitació noruega la Comissió Nacional de l'Antàrtic mitjançant el Decret 35.821, però per Decret 61.852 del 30 d'abril de 1940 va passar a ser un organisme permanent amb l'objecte d'intensificar les investigacions a la zona. Es van realitzar exploracions, tasques científiques, rellevament de terreny i abalisament.
El 6 de novembre de 1940, Xile va establir per Decret 1747 del 6 de novembre de 1940 els límits de les seves reclamacions antàrtiques:
| « | Formen l'Antàrtica Xilena o Territori Antàrtic Xilè, totes les terres, illes, illots, esculls, glaceres i altres coneguts i per conèixer, i el mar territorial respectiu, existents dins dels límits del casquet constituït pels meridians 53°, longitud oest de Greenwich, i 90°, longitud oest de Greenwich. | » |

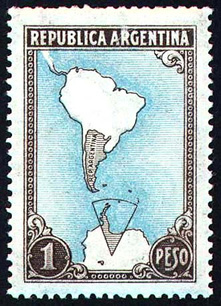
Segell argentí on apareix l'Antàrtida Argentina
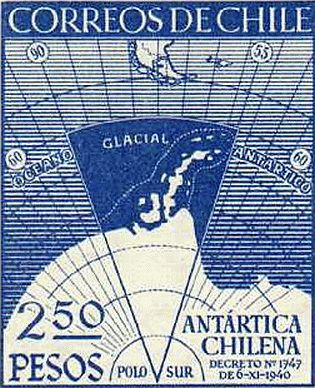
Segell xilè commemoratiu de la declaració de sobirania sobre el Territori Antàrtic

L'Argentina va protestar formalment pel decret xilè mitjançant nota del 12 de novembre de 1940, rebutjant la seva validesa i expressant una potencial reclamació a la mateixa àrea. Al seu torn, el Regne Unit va protestar el 25 de febrer de 1941.
A l'octubre de 1941, l'Institut Geogràfic Militar argentí va publicar mapes que mostraven l'extensió de la futura reclamació argentina entre els meridians 25° O i 75° O.
El gener de 1942, l'Argentina, d'acord amb la teoria dels sectors polars, va declarar els seus drets antàrtics entre els meridians 25º i 68º 24 'Oest (el de punta Dungeness). El que va donar lloc a un memoràndum de resposta del Govern xilè del 3 de març de 1942, reservant els seus drets.
L'Argentina va realitzar a l'illa Decepció la seva presa de possessió formal del territori continental antàrtic el 8 de novembre de 1942, mitjançant la col·locació d'un cilindre que contenia una acta i una bandera deixats allà per una expedició al comandament del capità de fragata Alberto J. Oddera. El gener de 1943 personal del vaixell britànic HMS Carnarvon Castle va destruir les evidències de la presa de possessió argentina, va plantar la bandera britànica i va enviar a Buenos Aires l'acta. El 5 de març d'aquest any el vaixell argentí ARA 1° de Mayo va remoure la bandera britànica.

## El moviment obrer

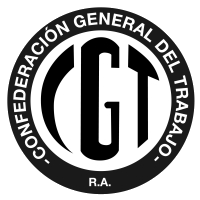
El 27 de setembre de 1930 es va concretar la creació de la Confederació General del Treball (CGT). A partir d'aquest moment la CGT es mantindrà com la principal central sindical argentina

A l'època del cop d'Estat de 1930, hi havia tres sindicats a Argentina: la Confederació Obrera Argentina (COA, fundada l'any 1926 i vinculada al Partit Socialista), la Unió Sindical Argentina (USA, anarcosindicalista) i la Federació Obrera Regional Argentina (FORA V, dissolta per Uriburu). El 20 de setembre de 1930, la COA i l'USA es van fusionar en la Confederació General del Treball (CGT), tot i que es mantingueren les dues tendències rivals.
Mentrestant, el corrent sindicalista de la CGT fou desacreditat, a causa de la seva aliança de suport al govern per assolir avenços socials, mentre que el corrent socialista proposava una oposició oberta, vinculada al suport polític al partit socialista. El corrent sindicalista es va veure particularment afectat pels seus acords amb el governador profeixista de Buenos Aires, Manuel Fresco (1936-1940). Aquest últim, que havia estat elegit en una de les eleccions «més burlesques» i «fraudulentes» de la Dècada Infame (segons les paraules de l'ambaixador dels Estats Units); va encarregar a l'arquitecte Francisco Salamone diversos edificis, que combinaven art déco, funcionalisme, futurisme i arquitectura feixista.
Tot i que la Gran Depressió i el posterior èxode rural havien portat molts treballadors políticament inexperts a Buenos Aires, l'espontània industrialització per substitució de les importacions va permetre, a partir de 1935, juntament amb l'enfortiment dels sindicats, un augment dels salaris. A partir d'aquest moment, es va iniciar una vaga general de 48 hores, el gener de 1936, per part de treballadors de la construcció, durant la qual van morir 3 treballadors i 3 policies.

## En la cultura popular
La pel·lícula Miss Mary (1986), de Maria Luisa Bemberg, es desenvolupa en aquesta època, mostrant la hipocresia i els convencionalismes socials excessius de l'oligarquia dominant.